# Pierre de Champeville
Pierre de Champeville (1885-1950) est né à Versailles et décédé à Pierrelatte. Artiste-peintre, poète, graveur, passionné de montagne, professeur de dessin et directeur de syndicat d'initiative, il fut le promoteur de la création d'une station de sports d'hiver sur les pentes du mont Ventoux.

## Biographie
Au cours de son adolescence, il découvrit d'abord le mont Pilat puis fit quelques séjours à Grenoble et dans le massif de l'Oisans. Il y apprécia non seulement la montagne mais surtout fit apprécier, par ses croquis et ses aquarelles, ses talents de dessinateur et de coloriste.
Après des études aux Beaux-Arts de Marseille et de Paris, il fut nommé professeur de dessin à Briançon puis à Castelnaudary. Ce fut en 1913 qu'il reçut sa nomination à Carpentras. Sa découverte du mont Ventoux fut primordiale. Il le décrivit en peintre comme « une île éblouissante dans un océan d'azur ». Adepte du cyclotourisme et des longues marches à pied. Il parcourut dès lors les pentes du massif et les Dentelles de Montmirail qu'il baptisa ses « Alpes comtadines ».

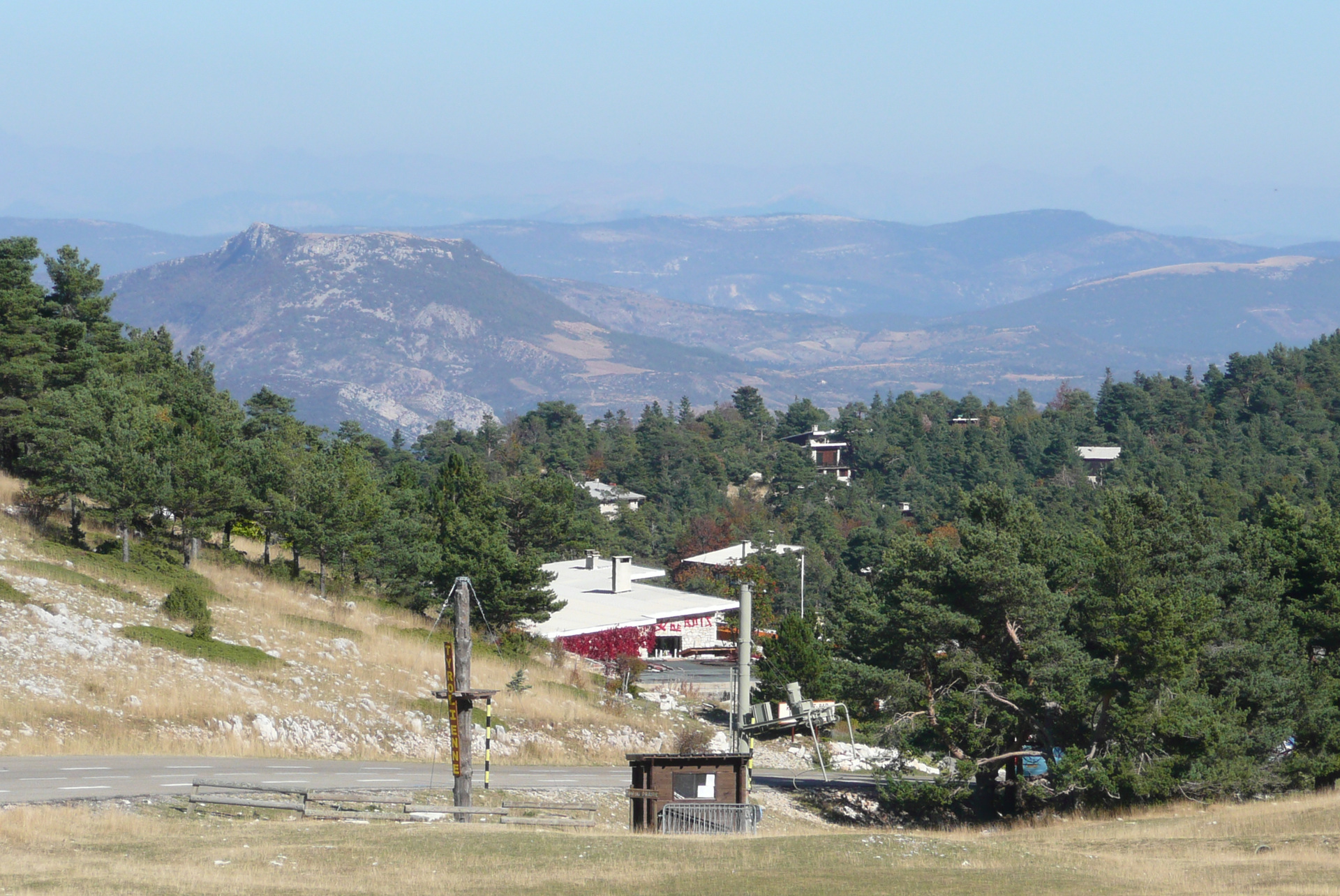
Station de ski au mont Serein.

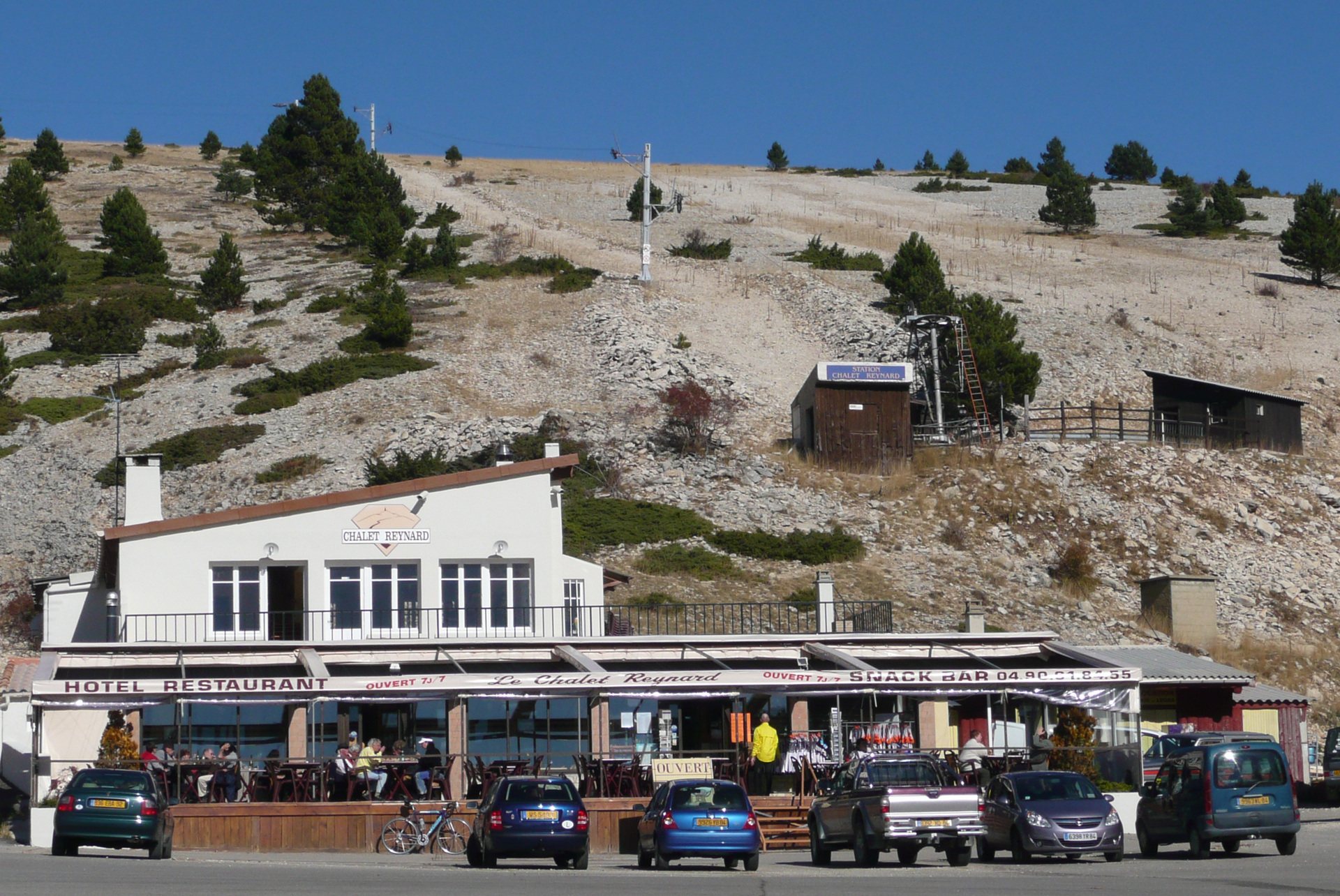
Le « Chalet Reynard ».

Enthousiaste, il fit partager ses goûts de la marche, de l'escalade et du ski à quelques amis. Professeur exigeant mais convaincant, il entraîna les plus grands de ses élèves dans des courses hivernales. Puis, en solitaire, au cours du mois de mars 1925, il se lança, skis aux pieds, vers le sommet enneigé du Ventoux et découvrit que le mont Serein serait le lieu idéal pour accueillir une station de sports d'hiver.
Devenu directeur du tout nouveau Syndicat d'Initiative de Carpentras, il entraîna nombre d'amis pour leur faire découvrir ce domaine skiable, au cours de l'hiver 1926-1927, et organisa plusieurs excursions avec démonstration de ski dans le vallon des Pointes. Les ayant convaincu, il fonda la « section Ventoux » du Club alpin français. Puis il s'aventura à ouvrir une voie d'escalade hivernale dans les falaises glacées du ravin de Font-Fiole.
Face au succès rencontré, la nécessité d'offrir un abri aux skieurs incita les Syndicats d'Initiative d'Avignon et de Carpentras à aider Eugène Reynard, un apiculteur de Bédoin, propriétaire d'un terrain au mont Serein, à édifier sur celui-ci un refuge connu depuis sous le nom de « Chalet Reynard ».
Dès 1927, sous son impulsion, commença la mise en état du plateau du Contrat et les premières pistes furent ouvertes l'année suivante. L'équipement du site Contrat / mont Serein terminé, le ski-club du Ventoux d'Avignon prit à son tour l'initiative de faire construire le refuge Chanvert sur le versant nord. Dans le même temps, les hommes politiques intervinrent pour faire tracer une nouvelle route allant de Malaucène vers le sommet du Ventoux via le mont Serein[réf. souhaitée].

L'itinéraire possible de l'ascension du Ventoux par Pétrarque,
d'après un croquis dressé par Pierre de Champeville.

Devenu le chantre du Ventoux, afin de mieux le faire découvrir et connaître, il rédigea alors articles, guides et livres puis se lança dans une tournée de conférences. Actuellement, ce sont près de 200 000 personnes qui, en hiver, fréquentent la station du mont Serein et les pistes qu'il fit ouvrir.
Aujourd'hui la station du mont Serein offre 12 kilomètres de pistes de ski alpin et 7 kilomètres de ski nordique, et un hôtel-restaurant. La station a su diversifier ses activités en proposant des loisirs l'été comme l'équitation, le vélo tout terrain, la tyrolienne, la grimpe d'arbre ou l'initiation à l'astronomie. La pratique du parapente sur le mont Ventoux est apparue à la fin du XXe siècle.
En 1937, quand Pierre Julian fit paraître une traduction du texte latin de François Pétrarque sur L'ascension du Mont Ventoux il sollicita Champeville pour reconstituer l'itinéraire du poète. Ce qu'il fit prouvant sur le terrain et par son relevé cartographique la réalité de cette première ascension historique.

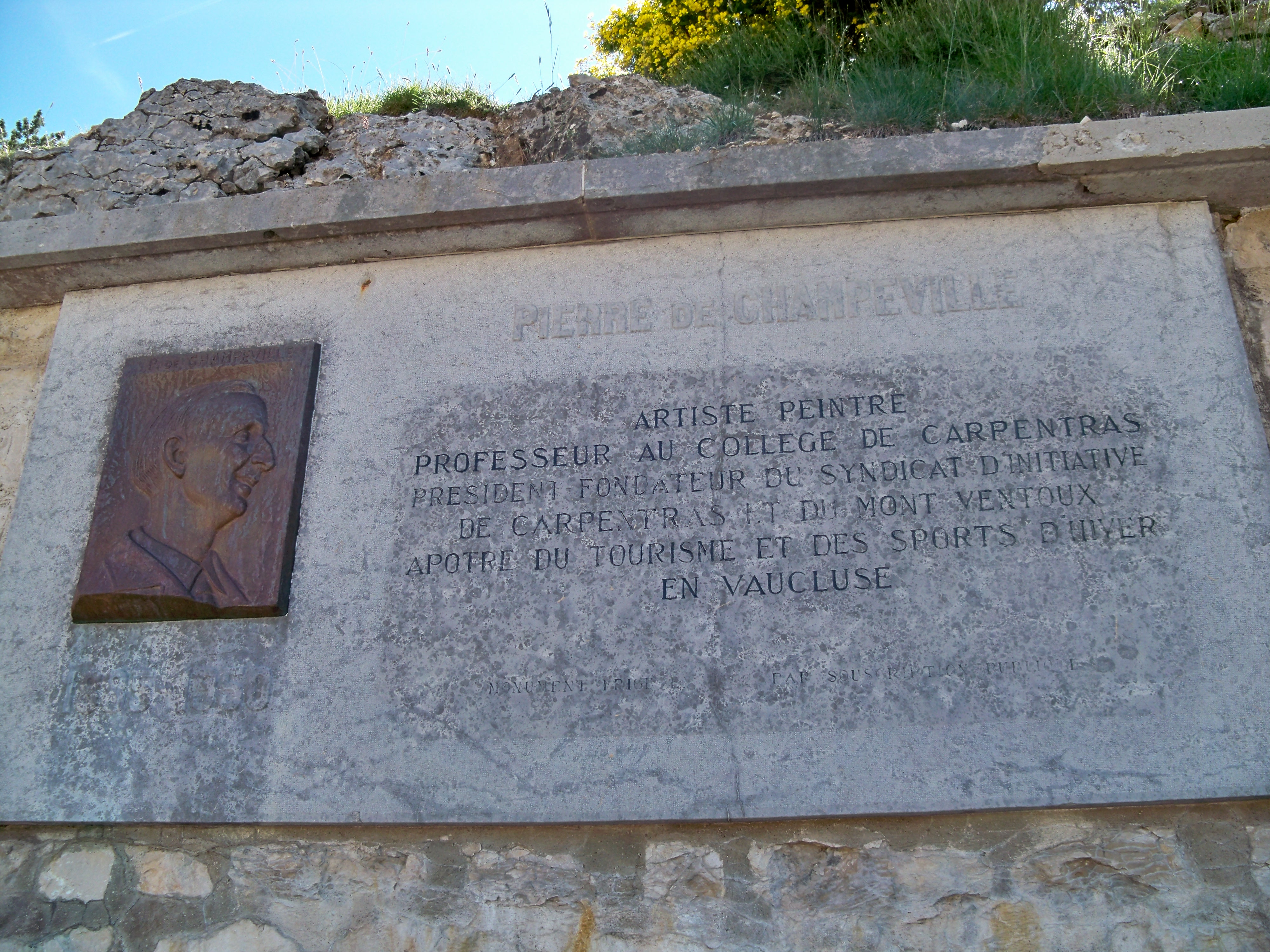
Mémorial Pierre de Champeville au mont Serein.
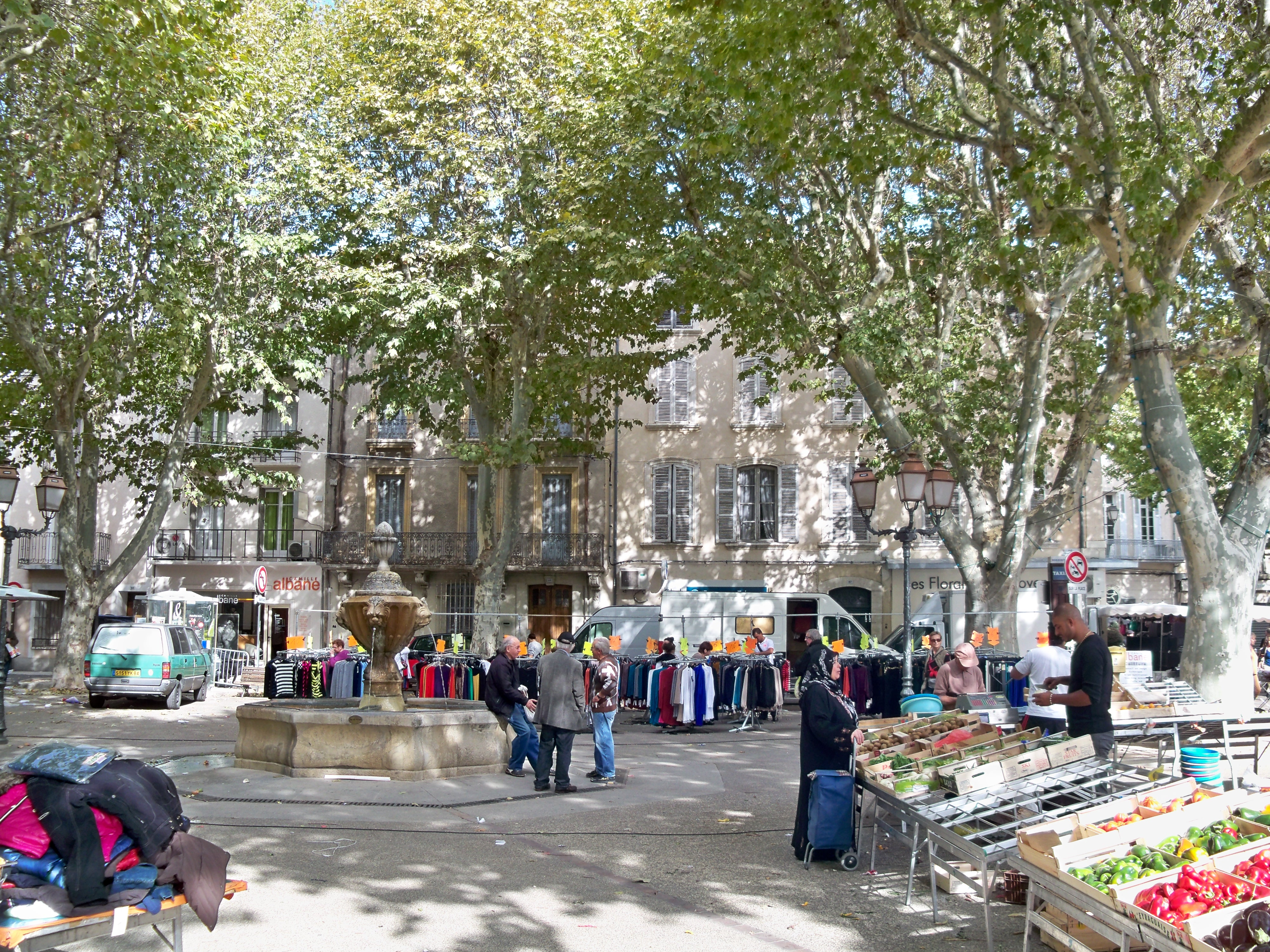
Square Champeville à Carpentras, un jour de marché.

Il dessine pour la mairie de Carpentras sous plusieurs municipalités, l'entrée du stade municipal sur la route de Caromb, la façade de style art déco de l'école de filles avenue Victor Hugo, etc,.
La ville de Carpentras l'a honoré en donnant son nom à l'un de ses squares, la plaque commémorative célèbre en lui « l'apôtre du Ventoux » et sur le « Chalet Reynard », au mont Serein, a été apposée une plaque commémorative de bronze en souvenir de son action pour le ski populaire.

## Œuvres
- Pierre de Champeville, Le château de Saint-Didier et ses environs 1933.
- Pierre de Champeville et Robert Caillet, Carpentras et le Mont-Ventoux, imp. Batailler, Carpentras, 1934.
- Pierre de Champeville, Nos sports d'hiver au Mont-Ventoux, les Tablettes d'Avignon, 2 mars 1930.
- Pierre de Champeville, Neiges comtadines, sur la face nord du Ventoux, les Tablettes d'Avignon, 20 avril 1930.
- Pierre de Champeville, Les sports d'hiver au Mont-Ventoux, La Montagne, revue du Club Alpin Français, janvier-février 1931.
- Pierre de Champeville, Sports d'hiver au Mont-Ventoux, le Grand Silence Blanc, les Tablettes d'Avignon, 1er mars 1931.
- Pierre de Champeville, Autour du Mont-Ventoux, Revue du Touring-Club de France, avril 1931.